# デアーク・フェレンツ橋
デアーク・フェレンツ橋は、ハンガリーの首都ブダペストにおいてドナウ川に架かる最南端の橋。ブダペストの環状線「高速道路 M0」の一区間である。橋の名称は政治家フェレンツ・デアークに因む。
2013年6月30日、橋の南側の区間が開通した。

## 概要
全長770 m、鋼材の総重量は4800 tである。